# Włodzimierz Wakar
Włodzimierz Wakar (ur. 26 sierpnia 1885 w Tambowie, zm. 9 maja 1933 w Warszawie) – polski ekonomista i statystyk, działacz samorządowy i publicysta.

## Życiorys
Pochodził z polskiej rodziny ziemiańskiej, częściowo zrusyfikowanej. W 1903 przeniósł się do Warszawy, stopniowo powracając do polskich korzeni i katolicyzmu. Studiował prawo w Warszawie, Genewie i Petersburgu. Absolwent Wydziału Prawniczego Uniwersytetu Petersburskiego.
Zaangażowany w prace nad Konstytucją marcową. Współtwórca i pierwszy kierownik Instytutu Gospodarstwa Społecznego, ważnej placówki naukowo-społecznej Polski międzywojennej. Wieloletni profesor Szkoły Głównej Handlowej.
Jeden z inicjatorów ruchu prometejskiego, orędownik porozumienia Polski z narodami Europy Środkowej, mającego na celu przeciwstawianie się ekspansjonizmowi sowieckiemu i niemieckiemu. Był jednym z autorów koncepcji Międzymorza, opowiadał się za powstaniem niepodległych państw ukraińskiego i litewskiego, które uznawał za bufor, częściowo oddzielający Polskę od Rosji.
W latach dwudziestych XX w. postulował, aby II Rzeczpospolita wyrzekła się Zaolzia na rzecz Czech, umożliwiła Litwinom współrządzenie Wilnem, a Ukraińcom zapewniła szeroką autonomię. Jednocześnie optował za wojną prewencyjną przeciwko Niemcom w celu zajęcia Prus Wschodnich oraz Gdańska.
Pomysłodawca utworzenia Związku Zbliżenia Narodów Odrodzonych, gromadzącego elitę emigracji antysowieckiej z Ukrainy, Białorusi i Kaukazu Południowego. Założyciel pisma „Przymierze” (1920–1921). W latach trzydziestych twórca czasopisma „Przegląd Wschodni”, postulującego normalizację stosunków polsko-sowieckich.
Autor licznych prac z zakresu demografii, statystyki, teorii samorządności oraz polityki zagranicznej. Niektóre studia publikował pod pseudonimem „Consulibus”.
Był bratem Aleksego Wakara, ojcem Andrzeja Wakara, dziadkiem Piotra Eberhardta, pradziadkiem Adama Eberhardta.

## Ważniejsze publikacje
Włodzimierz Wakar jest autorem ponad 70 publikacji, niektóre to:
- Ludność polska. Ilość i rozprzestrzenienie, Warszawa, M. Arct, 1914.
- Stanowisko dziejowe Polaków, Warszawa, nakładem Księgarni W. Jakowickiego, 1915.
- Sto lat walki o oświatę polską, Warszawa, nakł. Księgarni W. Jakowickiego, 1916, seria: Wolna Biblioteka Polska, nr 5.
- Rozwój terytorialny narodowości polskiej, Kielce, Drukarnia St. Święcki 1917
- Program terytorialny, Wyd. 1917
- Związek ludów wyzwolonych, Warszawa, Synowie S. Niemiry, 1919
- Spis ludności na Litwie, z Tadeuszem Szturm de Sztremem, [Warszawa: s.n., 1920]
- Co to jest rząd własny?, Warszawa: Instytut Gospodarczo Społeczny, 1920
- Stosunki narodowościowe Europy Wschodniej, Wyd. 1921
- Zagadnienie Samorządu w Rzeczypospolitej Odzyskanej, Wyd. 1925
- Doświadczenia i błędy naszej polityki zagranicznej wobec zadań chwili, Warszawa, nakł. Biura Społecznego Literackiego, Drukarnia Zrzeszenia Samorządów Powiatowych 1926
- Polski korytarz czy niemiecka enklawa, wyd. 1.1926, wyd. 2. Olsztyn, Wyd. Pojezierze 1984